# ピエトラストルニーナ
ピエトラストルニーナ（伊: Pietrastornina）は、イタリア共和国カンパニア州アヴェッリーノ県にある、人口約1,500人の基礎自治体（コムーネ）。

## 地理

### 位置・広がり

#### 隣接コムーネ
隣接するコムーネは以下の通り。括弧内のBNはベネヴェント県所属を示す。
- アルタヴィッラ・イルピーナ
- アルパイーゼ (BN)
- パンナラーノ (BN)
- ロッカバシェラーナ
- サンタンジェロ・ア・スカーラ
- スンモンテ